# Charles Avison
Pour les articles homonymes, voir Avison.
Œuvres principales
- 12 Concerti Grossi d'après Scarlatti
- Essai sur l'expression musical (1752)

Charles Avison (né le 16 février 1709, Newcastle upon Tyne, mort le 9 mai ou 10 mai 1770, Newcastle upon Tyne) est un compositeur britannique de la période baroque. Il fut organiste de l'église Saint-Nicolas de Newcastle, l'une des plus vastes églises paroissiales d'Angleterre (devenue cathédrale en 1882). Il est passé à la postérité grâce à ses 12 Concerti Grossi d'après Scarlatti et son Essay on Musical Expression, premier ouvrage de critique musicale de langue anglaise.

## Biographie
Il existe très peu de sources concernant la jeunesse d'Avison. Cinquième des neuf enfants de Richard et Anne Avison, tous deux musiciens, il est baptisé le 16 février 1709. Jeune homme, il a peut-être voyagé en Italie puis il se rend à Londres où il étudie avec Francesco Geminiani, l'élève de Corelli. Très attaché à sa ville natale, il est nommé, en 1735, organiste de l'église Saint-Nicolas de Newcastle, poste qu'il n'a plus quitté malgré des offres très intéressantes tout au long de sa vie venues de York, Dublin et Londres où, en 1753, on lui propose le poste de Pepusch à Charterhouse. Il est également professeur de clavecin, de violon et de flûte.
Le 15 janvier 1737, Avison épouse Catherine Reynolds. Trois de leurs enfants parvinrent à l'âge adulte : Jane (1744-1773), Edward (1747-1776) et Charles (1751-1795). Edward et Charles deviendront tous deux organistes titulaires de Saint-Nicolas.
À partir de juillet 1738, Avison préside aux destinées de la Société musicale de Newcastle. Il organise également des séries de concerts d'abonnement à Newcastle et à Durham (avec John Garth), parmi les premiers du genre en Angleterre. C'est à ces concerts qu'il fait entendre ses propres sonates et concertos de même que les œuvres d'autres compositeurs, comme les Pièces de clavecin en concert de Rameau.
En 1744, Avison publie, sous le titre Twelve Concertos in seven parts done from two Books of Lessons for the harpsichord by Domenico Scarlatti, des arrangements en concerto grosso de sonates pour clavecin de Domenico Scarlatti. Très populaires, ils furent notamment joués de 1785 à 1812 dans le cadre du « Concert of Antient Music » parmi ceux de Corelli, Geminiani, Sammartini et Haendel.
Mais Avison est surtout connu comme auteur de l'ouvrage An Essay on Musical Expression publié en 1752. On y trouve — outre un solide traité d'exécution pour le genre concerto — des critiques discutables de Haendel, alors fort populaire en Angleterre, comparant défavorablement sa musique à celle de Geminiani et de Marcello. L'ouvrage fut réimprimé deux fois et traduit en allemand.

## Discographie
- 12 Concerti Grossi, Academy of St Martin in the Fields, dir. Sir Neville Marriner (1993, Philips Classics)
- Concertos in Seven Parts done from the Lessons of Domenico Scarlatti, Café Zimmermann, Alpha (2002)
- 12 Concerti Grossi after sonatas by Domenico Scarlatti, The Branderburg Consort, dir. Roy Goodman, Hyperion (2007)
- Concerti Grossi after Scarlatti, Concerto Köln, Berlin Classics (2015)